# Tom Leezer
Tom Leezer (Delft, 26 december 1985) is een Nederlands voormalig wielrenner die actief was tussen 2008 en 2020. Hij kwam zijn gehele carrière uit voor Rabobank en diens opvolgers.

## Carrière
In zijn eerste profjaar boekte Leezer geen aansprekende resultaten, al behoorde hij wel tot het groepje renners (van ongeveer 30) dat in de Eneco Tour van 2008 in elk van de vlakke sprintetappes in de voorste groep of het peloton eindigde, waardoor er voor hem nog een verdienstelijke 26e plaats in het eindklassement in zat.
In 2009 nam Leezers carrière een positieve wending. Na de Tour Down Under en de Challenge Mallorca reed hij in enkele Vlaamse wedstrijden. Dit leverde goede klasseringen op: vijfde in Kuurne-Brussel-Kuurne en derde in het eindklassement van de Driedaagse De Panne. Ook trok hij tweemaal succesvol de sprint aan voor Brown in de door Rabobank gedomineerde Ronde van Murcia. In februari eindigde hij op Mallorca als tweede achter Daniele Bennati in de Trofeo Inca, een van de vijf wedstrijden in de Challenge Mallorca. Tijdens zijn eerste grote klassieker, Milaan-San Remo 2009, eindigde hij in het peloton. Op 29 augustus 2009 startte Leezer voor het eerst in zijn carrière in een grote ronde, namelijk de Vuelta die in Assen begon. Tijdens de tweede etappe van die Ronde van Spanje won hij de eerste ‘klim’ in Witteveen (de fictieve Monte Relus), en kreeg hij na afloop de eerste bergtrui uitgereikt.
Leezer werd in 2016 voor de eerste maal in zijn carrière opgenomen in de Nederlandse selectie voor het wereldkampioenschap. In de woestijn bij Doha was hij in eerste instantie de enige Nederlander in een groep van zo'n dertig renners die zich afscheidde, later kwam Niki Terpstra daar bij. In de finale trok Leezer ten aanval, waarna hij op slechts enkele honderden meters van de eindstreep werd bijgehaald en uiteindelijk als zeventiende finishte.

## Palmares

### Overwinningen
2003
 Nederlands kampioen op de weg, Junioren
2005
1e etappe Ronde van Thüringen
2007
2e etappe deel A Le Triptyque des Monts et Châteaux
Eindklassement Le Triptyque des Monts et Châteaux
2e etappe Olympia's Tour
6e etappe Ronde van Navarra
 Nederlands kampioen op de weg, Beloften
2011
1e etappe Tirreno-Adriatico (ploegentijdrit) (met Maarten Wynants, Lars Boom, Rick Flens, Robert Gesink, Sebastian Langeveld, Óscar Freire en Bram Tankink)
2013
6e etappe Ronde van Langkawi
2019
1e etappe UAE Tour (ploegentijdrit)

### Resultaten in voornaamste wedstrijden
| Jaar | Ronde van Italië | Ronde van Frankrijk | Ronde van Spanje |
| ---- | ---------------- | ------------------- | ---------------- |
| 2008 |                  |                     |                  |
| 2009 |                  |                     | 129e             |
| 2010 |                  |                     |                  |
| 2011 |                  |                     |                  |
| 2012 | opgave           |                     |                  |
| 2013 |                  | 150e                |                  |
| 2014 |                  | 133e                |                  |
| 2015 |                  | 153e                |                  |
| 2016 |                  |                     |                  |
| 2017 |                  | 166e                |                  |
| 2018 |                  |                     | 139e             |
| 2019 | 119e             |                     |                  |
| 2020 |                  |                     |                  |

| Jaar | Milaan-San Remo | Gent-Wevelgem | Ronde van Vlaanderen | Parijs-Roubaix | Amstel Gold Race | Luik-Bast.‑Luik | Cyclassics Hamburg | Omloop Het Nieuwsblad | Kuurne-Brussel-Kuurne |  | WK op de weg |  | Wereldranglijsten |
| ---- | --------------- | ------------- | -------------------- | -------------- | ---------------- | --------------- | ------------------ | --------------------- | --------------------- |  | ------------ |  | ----------------- |
| 2008 |                 | 68e           |                      | 104e           |                  |                 |                    |                       |                       |  |              |  |                   |
| 2009 | 139e            | 8e            |                      | opgave         |                  |                 |                    |                       | 5e                    |  |              |  | 159e (UWK)        |
| 2010 | 93e             | opgave        | opgave               | opgave         |                  |                 | 7e                 | 98e                   |                       |  |              |  | 145e (UWK)        |
| 2011 | 144e            | 82e           | 46e                  | 46e            |                  |                 |                    |                       | 121e                  |  |              |  |                   |
| 2012 | opgave          | 65e           | opgave               | 46e            |                  |                 | 92e                |                       | 34e                   |  |              |  |                   |
| 2013 |                 |               |                      |                |                  |                 | 16e                |                       |                       |  |              |  |                   |
| 2014 | 31e             | 73e           | 67e                  | 85e            |                  |                 | 68e                | opgave                |                       |  |              |  |                   |
| 2015 | 113e            | opgave        | 71e                  | 87e            | opgave           |                 | 105e               | opgave                |                       |  |              |  |                   |
| 2016 | 164e            | opgave        |                      |                |                  |                 | 73e                |                       | 79e                   |  | 17e          |  |                   |
| 2017 | 138e            | opgave        |                      |                |                  |                 |                    | opgave                |                       |  |              |  |                   |
| 2018 |                 | 140e          |                      |                |                  |                 |                    | 68e                   |                       |  |              |  | 410e (UWT)        |
| 2019 |                 |               |                      |                |                  | opgave          |                    |                       |                       |  |              |  | 1771e (UWR)       |
| 2020 |                 |               |                      |                |                  | opgave          |                    |                       |                       |  |              |  |                   |

### Resultaten in kleinere rondes
| Jaar | Tour Down Under | Parijs-Nice | Tirreno-Adriatico | Ronde van Romandië | Ronde van Zwitserland | Ronde van Polen | Eneco/BinckBank Tour | Ronde van Peking |
| ---- | --------------- | ----------- | ----------------- | ------------------ | --------------------- | --------------- | -------------------- | ---------------- |
| 2008 |                 |             |                   | opgave             |                       |                 | 26e                  |                  |
| 2009 | 48e             |             |                   |                    | opgave                |                 |                      |                  |
| 2010 | 91e             | opgave      |                   |                    | 98e                   | 95e             | 113e                 |                  |
| 2011 | 94e             |             | 107e              | opgave             |                       |                 |                      |                  |
| 2012 | 70e             |             |                   |                    |                       |                 |                      |                  |
| 2013 |                 |             |                   |                    | 118e                  |                 |                      | 96e              |
| 2014 |                 |             | 150e              |                    | 83e                   |                 | 66e                  | 63e              |
| 2015 |                 |             | 130e              |                    | 93e                   |                 | opgave               |                  |
| 2016 |                 |             | 112e              |                    |                       | opgave          | opgave               |                  |
| 2017 |                 | 94e         |                   |                    |                       |                 | opgave               |                  |
| 2018 | 73e             | opgave      |                   |                    |                       |                 |                      |                  |
| 2019 | 71e             |             |                   |                    |                       |                 |                      |                  |
| 2020 |                 |             |                   |                    |                       |                 |                      |                  |

## Ploegen
- 2004 –  Van Vliet-EBH-Advocaten
- 2005 –  Rabobank Continental Team
- 2006 –  Rabobank Continental Team
- 2007 –  Rabobank Continental Team
- 2008 –  Rabobank
- 2009 –  Rabobank
- 2010 –  Rabobank
- 2011 –  Rabobank Cycling Team
- 2012 –  Rabobank Cycling Team
- 2013 –  Belkin-Pro Cycling Team [a]
- 2014 –  Belkin-Pro Cycling Team
- 2015 –  Team LottoNL-Jumbo
- 2016 –  Team LottoNL-Jumbo
- 2017 –  Team LottoNL-Jumbo
- 2018 –  Team LottoNL-Jumbo
- 2019 –  Team Jumbo-Visma
- 2020 –  Team Jumbo-Visma

1. ↑  Tot de Ronde van Frankrijk heette de ploeg Blanco-Pro Cycling Team, maar na het aantrekken van Belkin als hoofdsponsor werd de naam veranderd.